# Kinderspiel des Jahres

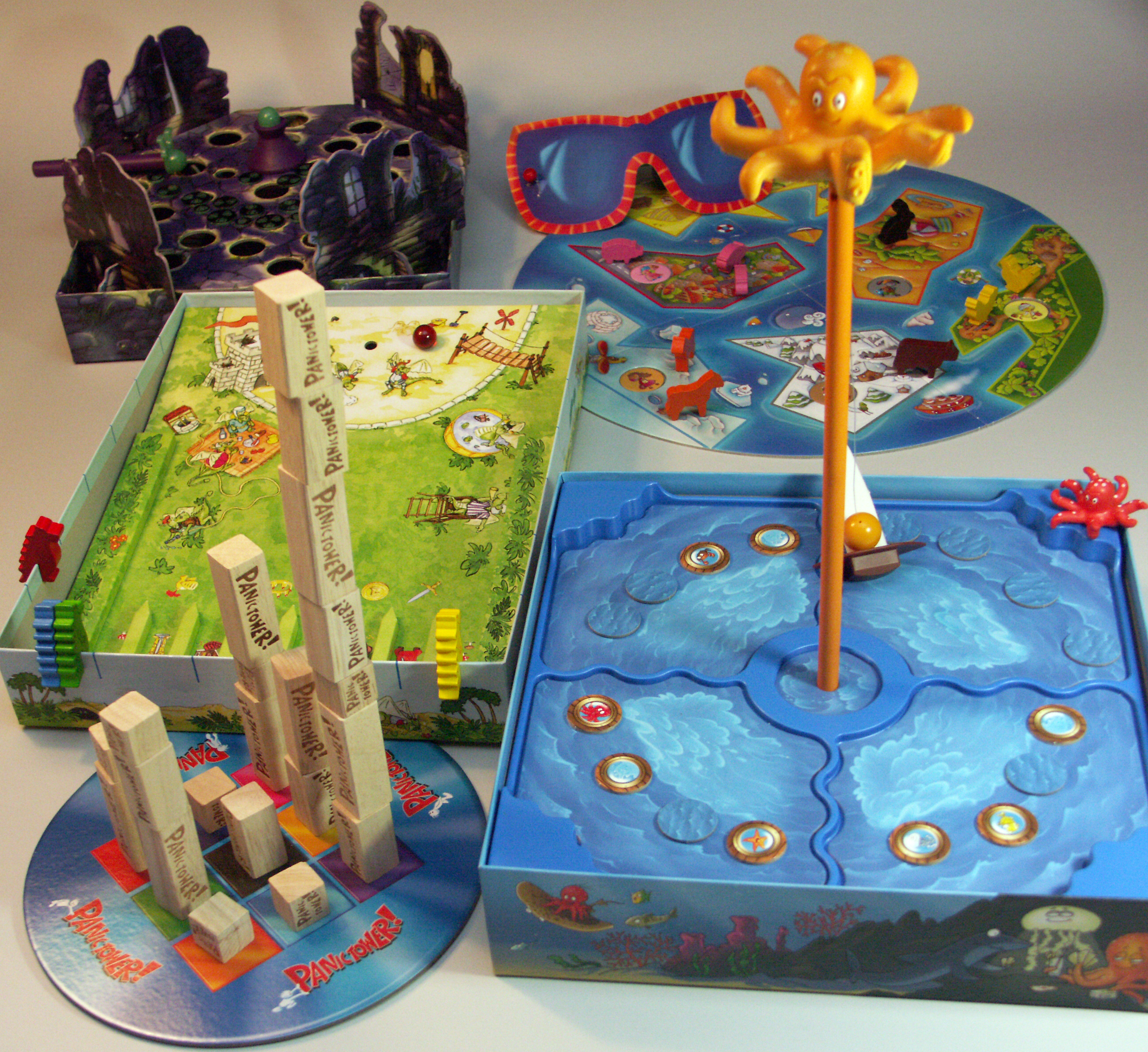
I giochi nominati per il Kinderspiel des Jahres 2010: Vampiri della notte, Turi-Tour, Prendi la mira, Diego!, Panic Tower! e Kraken-Alarm.

Kinderspiel des Jahres (letteralmente "Gioco dell'anno per bambini" in tedesco) è un prestigioso premio per giochi da tavolo per bambini assegnato annualmente dal 2001 tra i giochi pubblicati in Germania.

## Il premio
Il premio è collegato con l'analogo Spiel des Jahres ed ha sostituito il premio Sonderpreis Kinderspiel ("miglior gioco per bambini", in italiano) assegnato sin dal 1989.
Per la sua longevità e per la grande diffusione che in Germania ha la cultura del gioco da tavolo, è considerato tra i più importanti premi di giochi a livello mondiale.
A maggio di ogni anno avviene la proclamazione dei giochi "candidati", che concorrono all'attribuzione del premio, e dei giochi "altamente raccomandati", giochi che per la loro qualità sono comunque raccomandati dalla giuria; agli inizi di giugno si tiene la conferenza stampa con l'annuncio del gioco vincitore.

## Vincitori

### Sonderpreis Kinderspiel
Lista dei giochi vincitori del premio Sonderpreis Kinderspiel ("miglior gioco per bambini", in italiano).

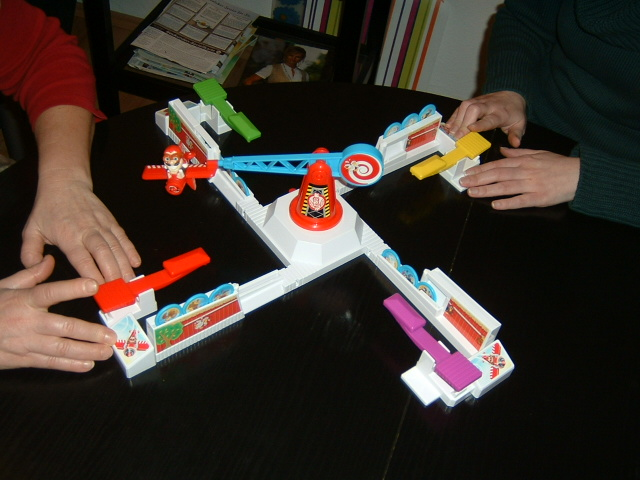
Gino Pilotino: vincitore del premio nel 1994

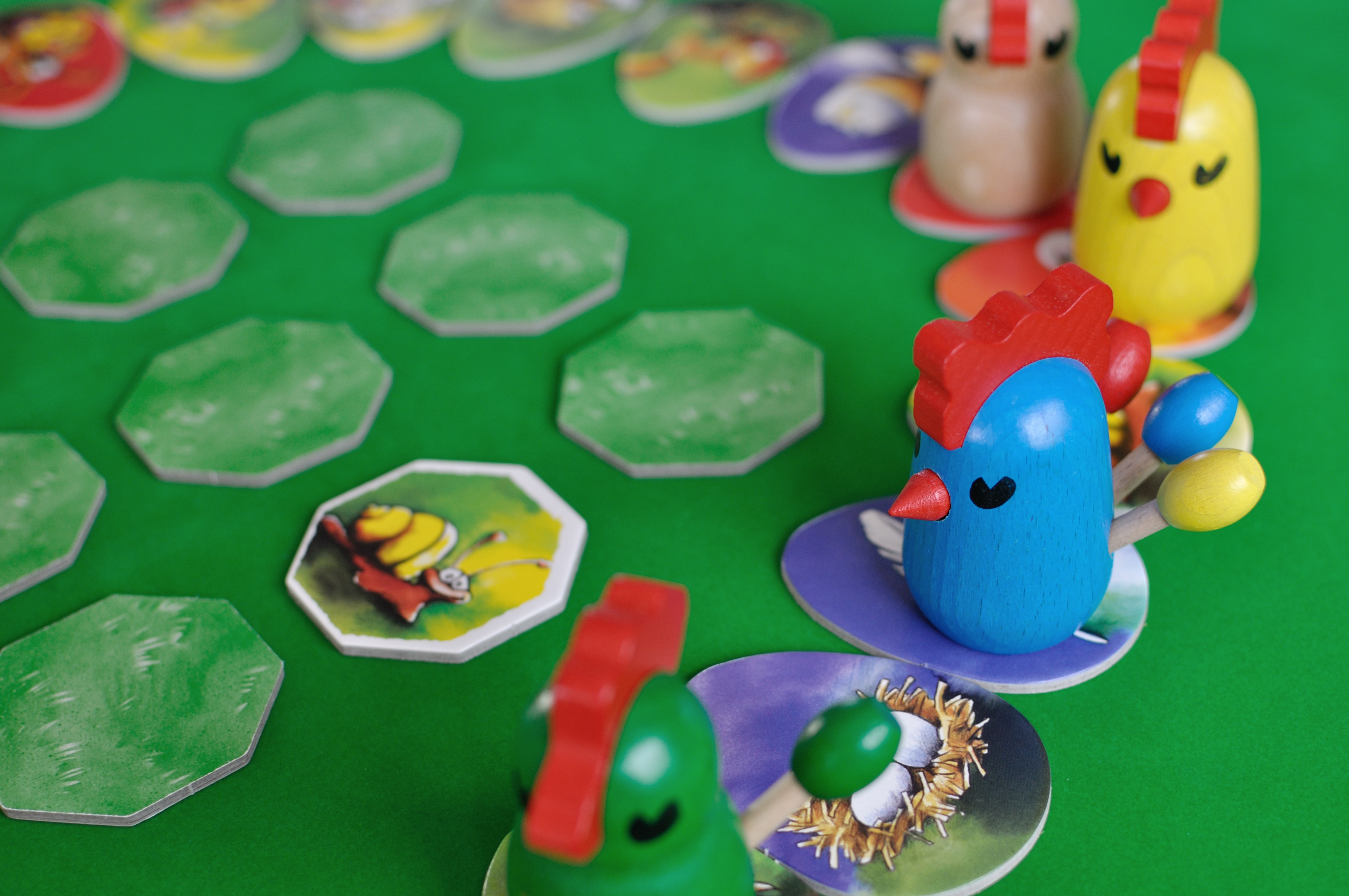
Zicke Zacke Spenna il pollo: vincitore nel 1998

| Anno | Gioco                                                 | Autore                           | Editore                   |
| ---- | ----------------------------------------------------- | -------------------------------- | ------------------------- |
| 1989 | Buoni amici (Gute Freunde)                            | Alex Randolph                    | Selecta Spielzeug         |
| 1990 | Das Geisterschloß                                     | Virginia Charves                 | Ravensburger, F.X. Schmid |
| 1991 | Corsaro                                               | Wolfgang Kramer                  | Herder                    |
| 1992 | Maiali al galoppo (Schweinsgalopp)                    | Heinz Meister                    | Abacus Spiele             |
| 1993 | Ringel-Rangel                                         | Geni Wyss                        | HABA                      |
| 1994 | Gino Pilotino/Picchiatello (Looping Louie)            | Carol Wiseley                    | MB                        |
| 1995 | Karambolage                                           | Heinz Meister                    | HABA                      |
| 1996 | Vier zu mir!                                          | Heike Baum e Wolfgang A. Lehmann | ASS                       |
| 1997 | Leinen los!                                           | Alex Randolph                    | HABA                      |
| 1998 | Zicke Zacke Spenna il pollo (Zicke Zacke Hühnerkacke) | Klaus Zoch                       | Zoch Verlag               |
| 1999 | Kayanak                                               | Peter-Paul Joopen                | HABA                      |
| 2000 | Arbos                                                 | Armin Müller e Martin Arnold     | M+A Spiele                |

### Kinderspiel des Jahres
Lista dei giochi vincitori del premio Kinderspiel des Jahres:
| Anno | Gioco                                                        | Autore                                    | Editore                      |
| ---- | ------------------------------------------------------------ | ----------------------------------------- | ---------------------------- |
| 2001 | Klondike                                                     | Stefanie Rohner e Christian Wolf          | HABA                         |
| 2002 | Il ballo in maschera delle coccinelle (Maskenball der Käfer) | Peter-Paul Joopen                         | Selecta Spielzeug            |
| 2003 | Viva Topo!                                                   | Manfred Ludwig                            | Selecta Spielzeug            |
| 2004 | La scala dei fantasmi (Geistertreppe)                        | Michelle Schanen                          | Drei Magier Spiele           |
| 2005 | Das kleine Gespenst                                          | Kai Haferkamp                             | Kosmos                       |
| 2006 | Il pirata nero (Der schwarze Pirat)                          | Guido Hoffmann                            | HABA                         |
| 2007 | Beppo der Bock                                               | Klaus Zoch e Peter Schackert              | Oberschwäbische Magnetspiele |
| 2008 | Wer war's?                                                   | Reiner Knizia                             | Ravensburger                 |
| 2009 | Il labirinto magico (Das magische Labyrinth)                 | Dirk Baumann                              | Drei Magier Spiele           |
| 2010 | Prendi la mira, Diego! (Diego Drachenzahn)                   | Manfred Ludwig                            | HABA                         |
| 2011 | La corsa dei lombrichi (Da ist der Wurm drin)                | Carmen Kleinert                           | Zoch Verlag                  |
| 2012 | Schnappt Hubi!                                               | Steffen Bogen                             | Ravensburger                 |
| 2013 | La torre stregata (Der verzauberte Turm)                     | Inka Brand e Markus Brand                 | Drei Magier Spiele           |
| 2014 | Geister, Geister, Schatzsuchmeister!                         | Brian Yu                                  | Mattel                       |
| 2015 | Spinderella                                                  | Roberto Fraga                             | Zoch Verlag                  |
| 2016 | Stone Age Junior                                             | Marco Teubner                             | Hans im Glück                |
| 2017 | Ice Cool                                                     | Brian Gomez                               | Amigo Spiele                 |
| 2018 | Il tesoro sfavillante (Funkelschatz)                         | Lena Burkhardt e Günter Burkhardt         | HABA                         |
| 2019 | La valle dei vichinghi (Tal der Wikinger)                    | Wilfried Fort e Marie Fort                | HABA                         |
| 2020 | Speedy Roll                                                  | Urtis Šulinskas                           | Piatnik                      |
| 2021 | Dragomino                                                    | Bruno Cathala, Marie Fort e Wilfried Fort | Blue Orange                  |
| 2022 | Magic Mountain (Zauberberg)                                  | Jens-Peter Schliemann e Bernhard Weber    | Amigo Spiele                 |
| 2023 | Mysterium Kids                                               | Antonin Boccara e Yves Hirschfeld         | Libellud                     |
| 2024 | Magic Keys                                                   | Markus Slawitscheck e Arno Steinwender    | Game Factory / Happy Baobab  |